# Scionzier
Scionzier ist eine französische Gemeinde im Département Haute-Savoie in der Region Auvergne-Rhône-Alpes. Sie gehört zum Kanton Cluses im Arrondissement Bonneville.

## Geographie
Scionzier liegt auf rund 504 m, westlich an Cluses anschließend, etwa 35 Kilometer südöstlich der Stadt Genf (Luftlinie). Das Dorf erstreckt sich am südlichen Rand des breiten Arvetals beidseits des Flüsschens Foron du Reposoir, in den Savoyer Alpen am Nordfuß der Chaîne du Bargy (Teil der Bornes-Alpen), im Faucigny.
Die Fläche des 10,62 km² großen Gemeindegebiets umfasst einen Abschnitt des mittleren Arvetals. Die nördliche Grenze verläuft im Bereich der Talaue der Arve, die hier in einer breiten Talniederung von Osten nach Westen fließt. Von der Talaue erstreckt sich das Gemeindeareal südwärts über die Schwemmebene und den Schwemmkegel des Foron du Reposoir, der bei Scionzier aus einem schluchtartigen Tal aus den Bornes-Alpen austritt. Über einen steilen Waldhang reicht der Gemeindeboden auf die Kalkgipfel der Pointe de Nancy (1191 m) und auf die Ostabdachung der Chaîne du Bargy. Auf der Krete dieses Gebirgsmassivs wird mit 1969 m die höchste Erhebung von Scionzier erreicht.
Zu Scionzier gehören die Weiler Miosinge (500 m) am Südrand der Arveebene und Neyrolles (720 m) auf einem Geländevorsprung am Eingang in das Reposoir-Tal. Nachbargemeinden von Scionzier sind Thyez im Norden, Cluses und Nancy-sur-Cluses im Osten, Le Reposoir im Süden sowie Marnaz im Westen.

## Geschichte
Scionzier wird im 14. Jahrhundert erstmals urkundlich erwähnt. Bereits im 18. Jahrhundert entwickelte sich Scionzier zu einer Industriegemeinde mit zahlreichen Sägewerken, Mühlen und Schokoladefabriken, welche ihre Energie aus der reichlich vorhandenen Wasserkraft des Foron du Reposoir und der Arve bezogen. Im Jahre 1866 wurde mit der Abtrennung von Marnaz eine für die Gemeinde Scionzier bedeutende Gebietsveränderung vollzogen. Seit 1906 ist der Ort vollständig mit Elektrizität versorgt.

## Sehenswürdigkeiten
Die Dorfkirche von Scionzier stammt aus dem 19. Jahrhundert. Im Weiteren sind die Kapelle Notre-Dame-des-Grâces, das Château de la Croix und die Ruinen des Château de Mussel zu erwähnen.

## Bevölkerung
| Jahr                       | 1962 | 1968 | 1975 | 1982 | 1990 | 1999 | 2005 |
| Einwohner                  | 4549 | 5046 | 5702 | 5463 | 5945 | 6163 | 6389 |
| Quellen: Cassini und INSEE |      |      |      |      |      |      |      |

Mit 9074 Einwohnern (Stand 1. Januar 2022) gehört Scionzier zu den größeren Gemeinden des Département Haute-Savoie. Insbesondere um die Mitte des 20. Jahrhunderts wurde ein markantes Bevölkerungswachstum verzeichnet. Seit den 1970er Jahren pendelt die Einwohnerzahl im Bereich zwischen 5500 und 6400 Personen. Außerhalb des alten Ortskerns entstanden zahlreiche Ein- und Mehrfamilienhausquartiere sowie Gewerbezonen.

## Wirtschaft und Infrastruktur
Scionzier war schon früh eine durch die Industrie geprägte Gemeinde. Heute gibt es im Dorf mehr als 400 Unternehmen, deren Größe vom Kleinbetrieb bis zum Großkonzern reicht. In der Talebene nördlich des Dorfes hat sich eine große Gewerbe- und Industriezone entwickelt. Hier ließen sich Unternehmen des Metallbaus, des Bau- und Transportgewerbes sowie Zulieferbetriebe für die Uhrenindustrie (Décolletage) nieder.
Die Ortschaft ist verkehrsmäßig sehr gut erschlossen. Sie liegt an der Hauptstraße N205, die von Annemasse nach Cluses führt. Eine weitere Straßenverbindung besteht mit Le Reposoir. Der nächste Anschluss an die Autobahn A40 befindet sich in einer Entfernung von rund zwei km.

## Persönlichkeiten
Söhne und Töchter der Gemeinde:
- Marie-Cécile Gros-Gaudenier (* 1960), Skirennläuferin
- Dominique Martin (* 1961), Politiker
- Stéphane Paille (1965–2017), Fußballspieler und -trainer